# كتاب أحاديث في الفتن والحوادث
كتاب أحاديث في الفتن والحوادث. لشيخ الإسلام محمد بن عبد الوهاب جمع كل أحاديث الرسول -صلى الله عليه وسلم-الصحيحة والتي ليس فيها ضعف شديد.
مبتدئا بباب الفتن ومنتهيا بباب خروج الدابة. يدور الكتاب في نطاق تخصص علوم العقيدة والفروع ذات الصلة من حديث وعلوم فقهية وسيرة وغيرها من التخصصات الإسلامية.

## شروحات الكتاب
1. صالح بن فوزان الفوزان (شرح كتاب الفتن والحوادث)[2]